# Lynx (véhicule militaire blindé)
Pour les articles homonymes, voir Lynx (homonymie).
Le Lynx est un véhicule blindé de combat d'infanterie allemand développé par Rheinmetall.

## Versions
Le lynx peut intégrer le système système de défense aérienne allemand MANTIS (MANTIS étant l'acronyme pour Modular, Automatic and Network capable Targeting and Interception System) dans sa version véhicule antiaérien, il tire alors une munition de type « airburst », c'est-à-dire explosant dans les airs (acronyme AHEAD en anglais) avec la tourelle du Oerlikon Skyranger.

## Opérateurs
- Hongrie : 218 véhicules en commande. Le 17 août 2020, le gouvernement hongrois et le groupe Rheinmetall ont signé un contrat pour commencer à fabriquer la famille de véhicules de combat d'infanterie Lynx en Hongrie. Peu d'autres détails sont apparus à l'époque au sujet de l'accord, qui fait partie du programme de réarmement hongrois Zrinyi 2026 lancé en 2017[1]. Le 10 septembre 2020 Rheinmetall et le gouvernement hongrois ont tenu une conférence de presse conjointe à Budapest et parmi les détails du nouveau projet de fabrication conjointe, ils ont annoncé qu'une nouvelle usine, ainsi qu'une piste d'essai de véhicules à service complet de près de trois kilomètres carrés appelée ZALA Zone, seraient construites près de Zalaegerszeg, en Hongrie[2],[3],[4] Le communiqué de presse de Rheinmetall du 10 septembre 2020 a confirmé que le ministère hongrois de la Défense avait attribué à Rheinmetall une commande pour la fourniture de véhicules blindés à chenilles et de produits et services connexes d'une valeur totale de plus de 2 milliards d'euros. Le contrat porte sur 218 véhicules de combat d'infanterie Lynx équipés de la tourelle Lance de 30 mm habitée de Rheinmetall. Le plus grand/plus lourd Lynx KF41 a été sélectionné par la Hongrie. Le prix comprend également neuf véhicules blindés de dépannage basés sur Leopard 2 Buffalo, ainsi que des produits et services supplémentaires comprenant des simulateurs, une formation et des instructions, ainsi qu'un approvisionnement initial en pièces de rechange ainsi qu'une assistance à la maintenance. Au cours d'une première phase de production, la Hongrie doit recevoir quarante-six Lynx plus les neuf ARV Buffalo, la livraison devant être achevée début 2023. Ces véhicules seront construits en Allemagne, mais pour la deuxième phase de production, 172 Lynx supplémentaires seront construits en Hongrie. À cette fin, il a été confirmé que le gouvernement hongrois et Rheinmetall avaient convenu en août 2020 de créer une coentreprise chargée de créer une usine de production de Lynx en Hongrie, qui serait financée par une entreprise locale[5]. Le bâtiment de l'usine près de Zalaegerszeg est prêt, l'outillage est en cours d'installation , la production démarre fin 2022, début 2023 avec une cadence de production prévue de 50 véhicules Lynx/an. Rheinmetall serait sur le point de développer et de livrer les versions suivantes pour l'armée hongroise[6],[7] :
  - Véhicules de combat d'infanterie (IFV),
  - Reconnaissance,
  - Observateur incendie conjoint,
  - Porte-mortier avec mortier de 120 mm
  - Ambulance
  - Véhicule C2/C3
  - Véhicules de formation des conducteurs
  - Variante de défense aérienne avec canon automatique (SPAAG) spécialement conçue pour contrer les drones. Très probablement l'Oerlikon Skyranger 30, qui est encore en phase de développement.

Le premier Lynx IFV de série a été officiellement remis à l'armée hongroise le 15 octobre 2022.
- Ukraine : 1 véhicule. En décembre 2024, un véhicule de combat d'infanterie KF41 Lynx est livré à l'armée ukrainienne par Rheinmetall à titre de test avant la fourniture de plusieurs centaines de véhicules. Rheinmetall lancera la production de ces véhicules en Ukraine[9],[10],[11],[12]

- Il n'équipera vraisemblablement pas l'armée allemande dans sa version VCI car le Puma est entré en service dans les années 2010.

## Galerie

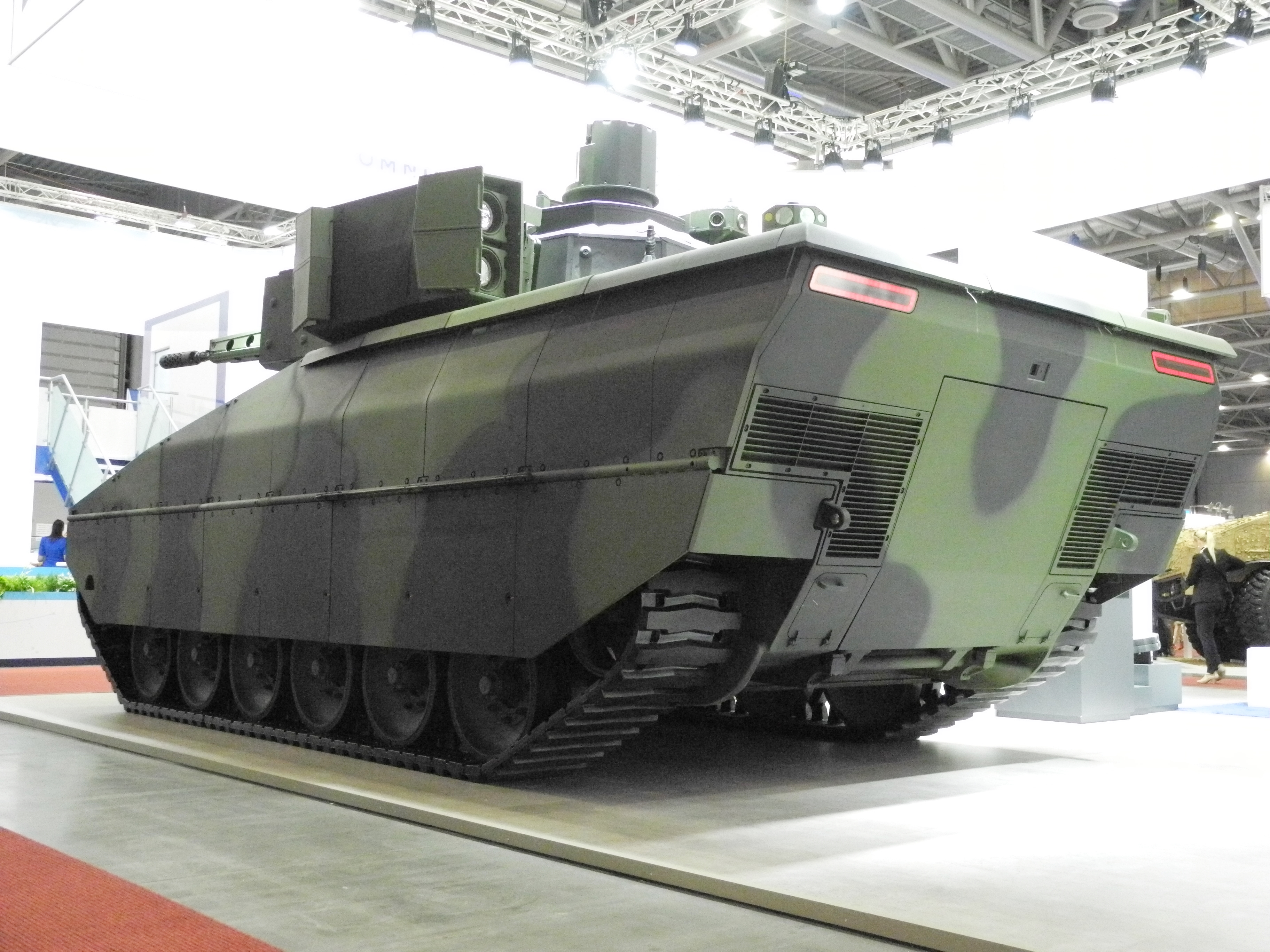
Vue de trois-quarts arrière du Lynx KF31
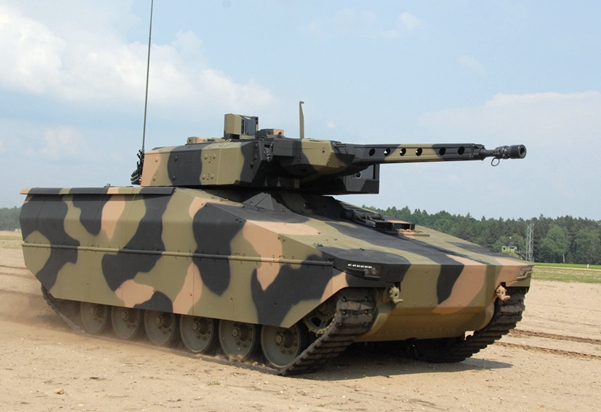
Lynx KF31 aux couleurs australiennes qui doit commander la version KF41
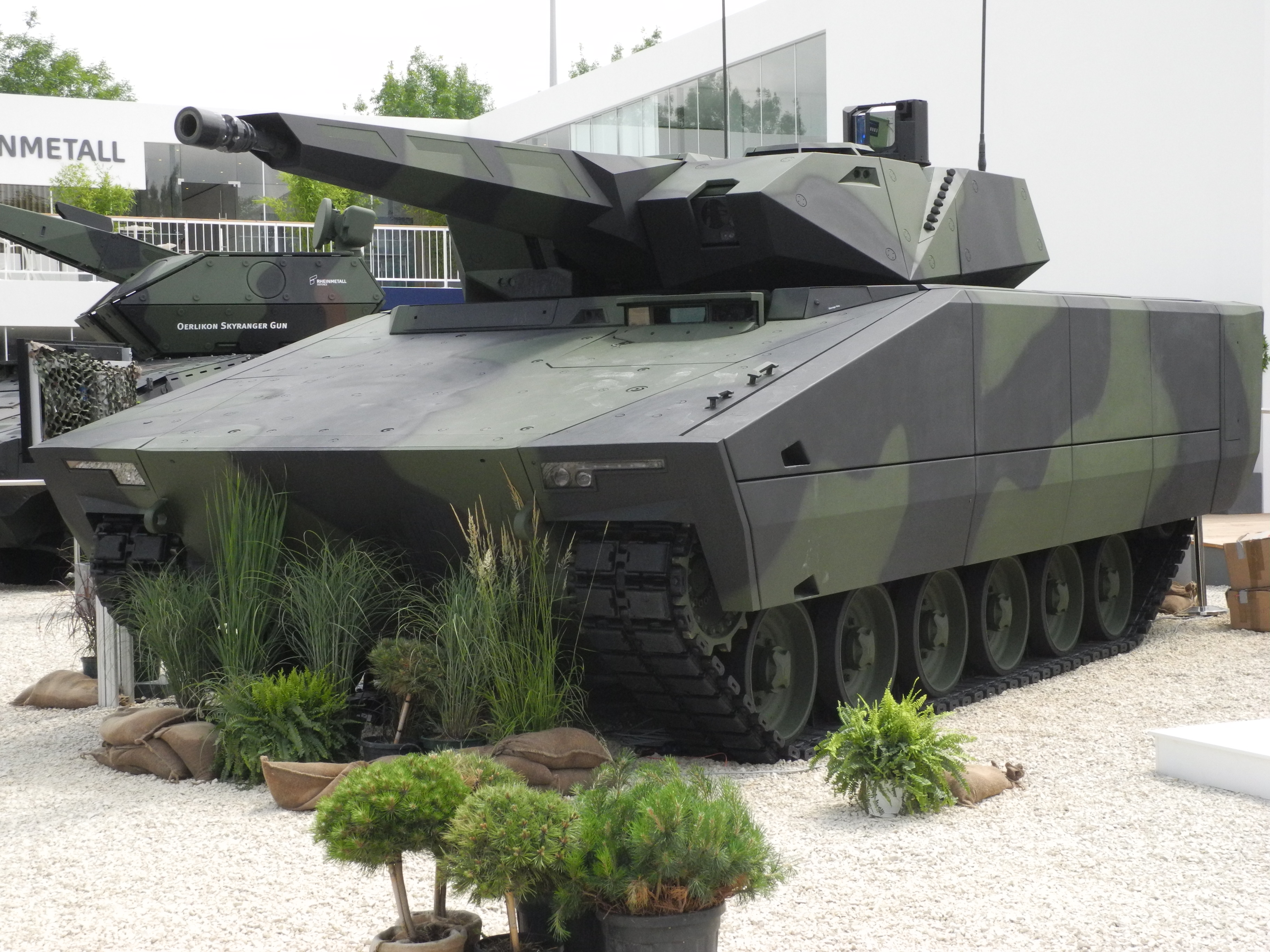
Lynx KF41 prototype à Eurosatory
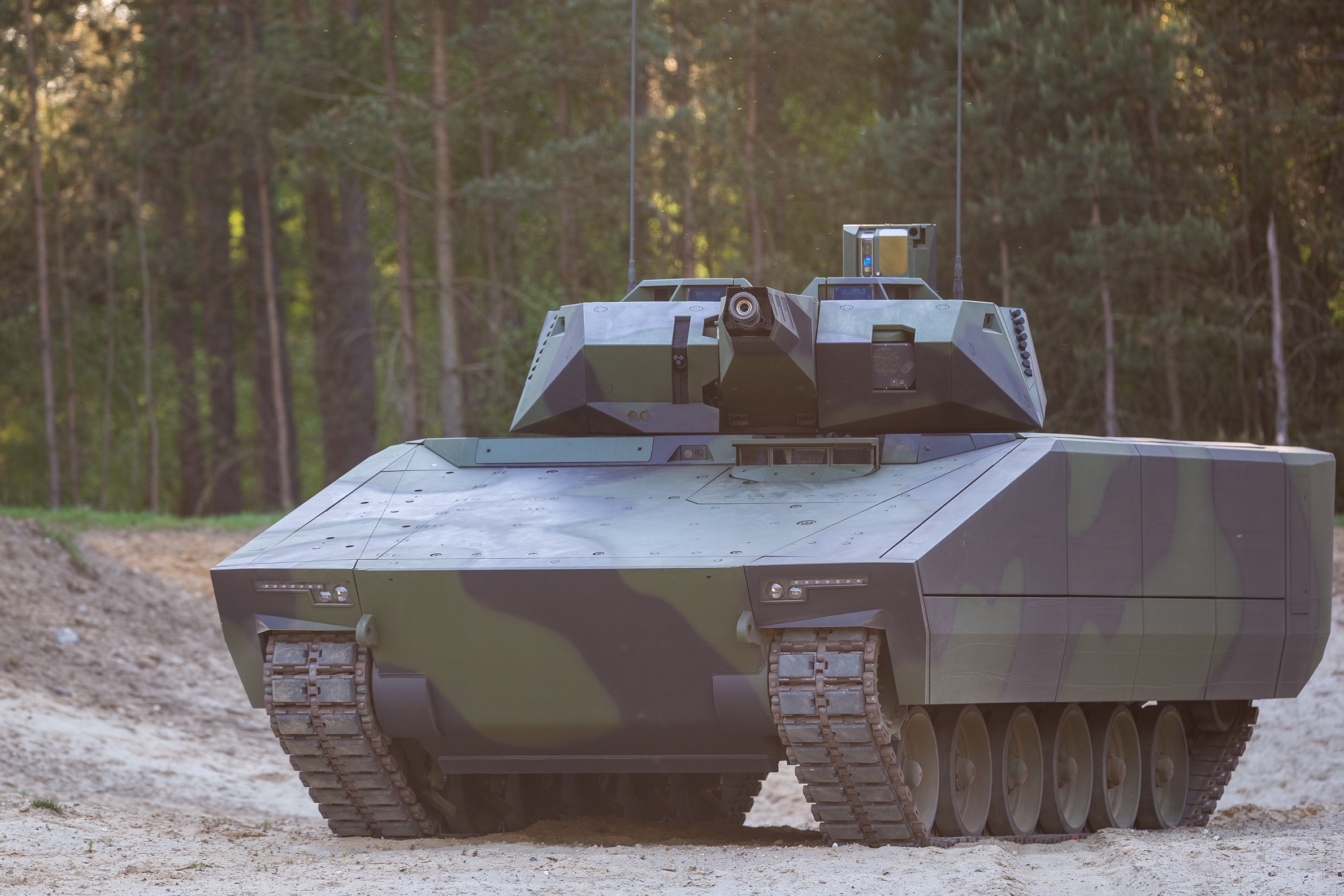
Vue de trois-quarts avant du Lynx KF41 prototype
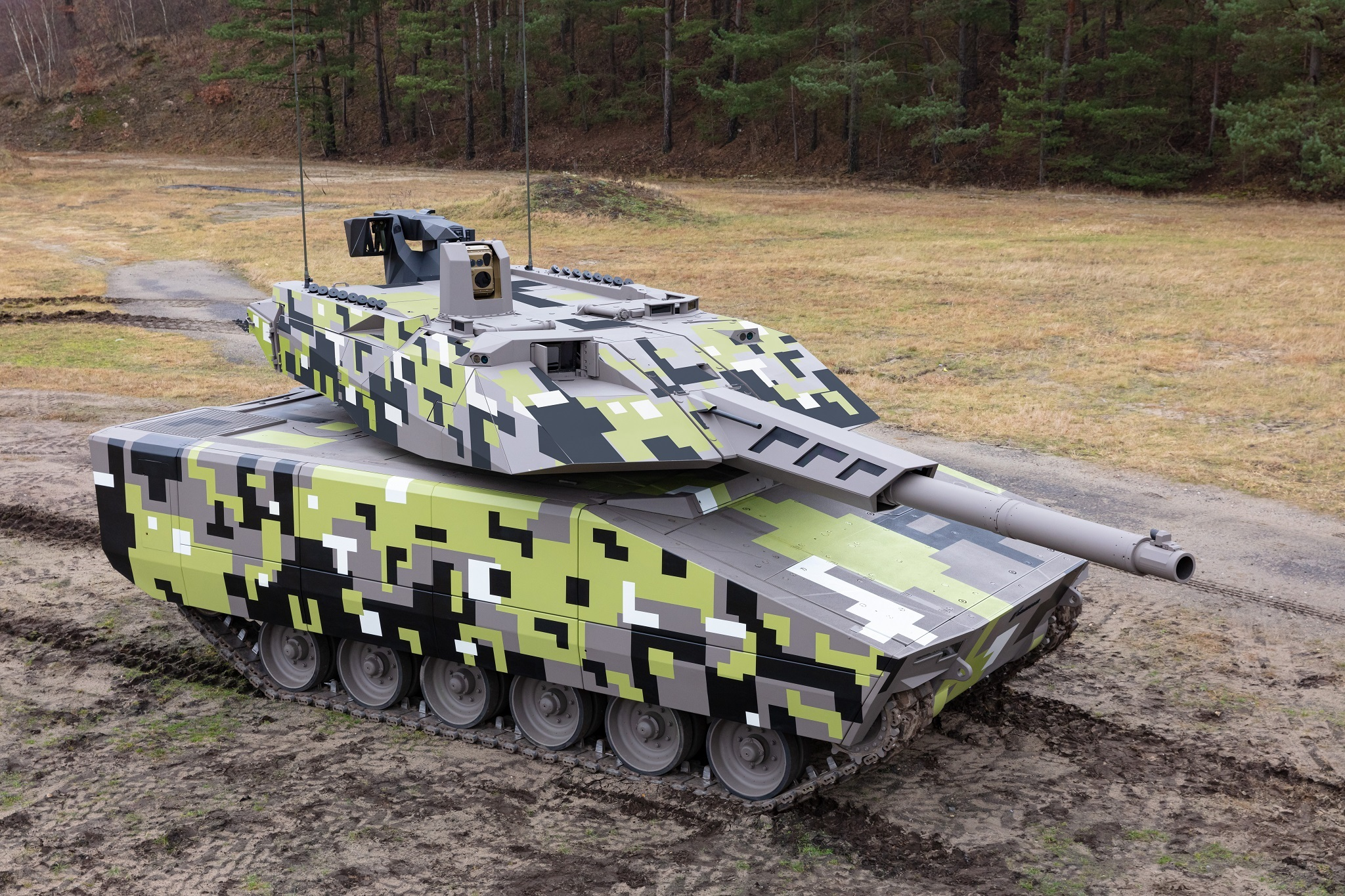
Version char léger Lynx 120 avec canon de 120 mm
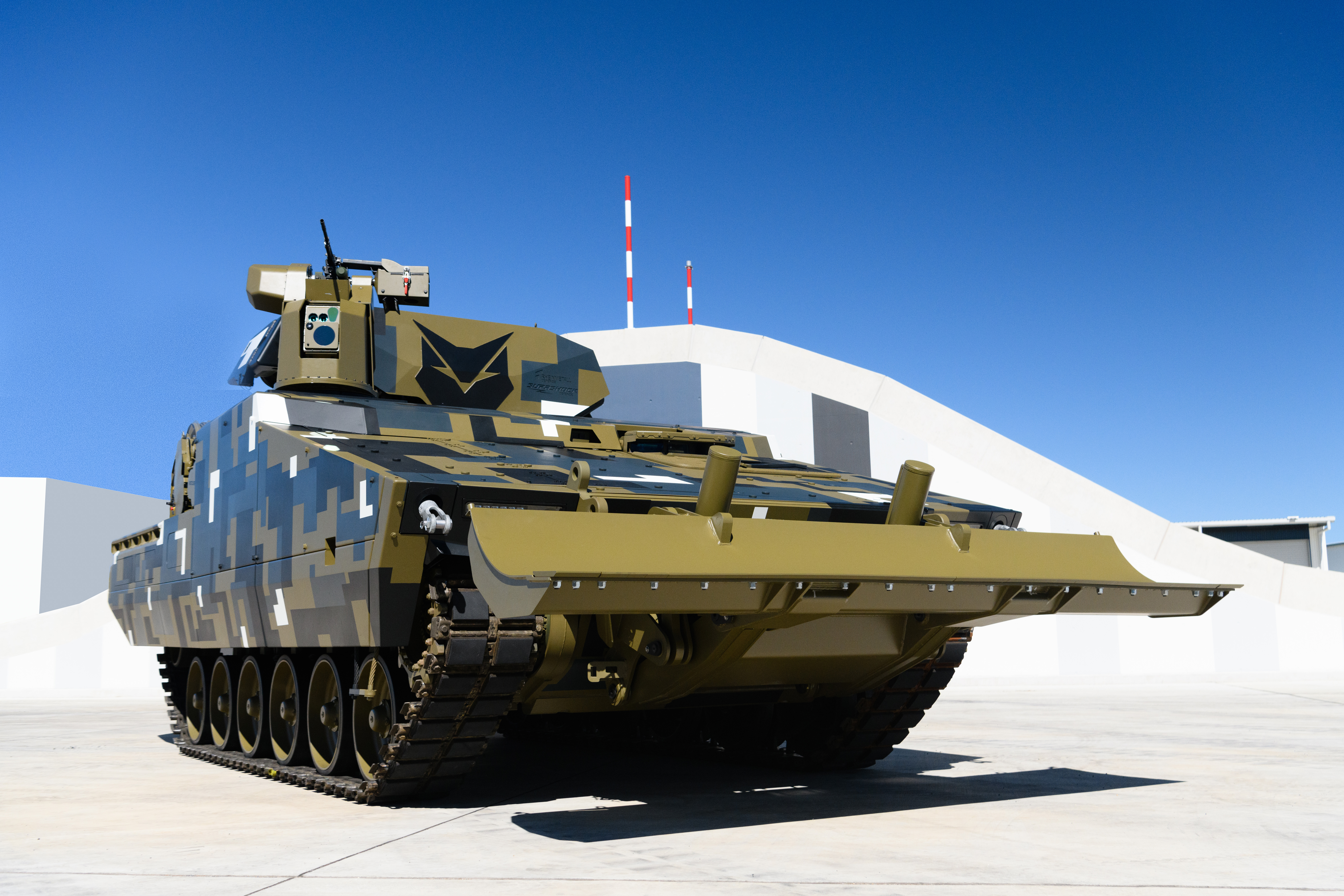
Version char du génie pour l'Australie
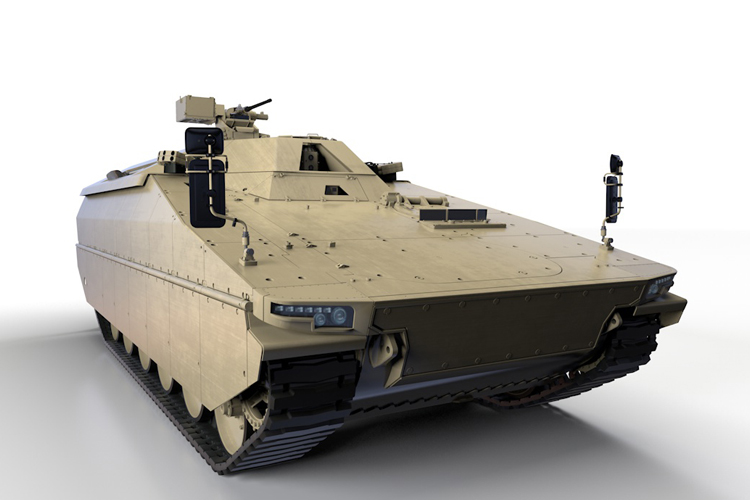
Véhicule de transport de troupes blindé
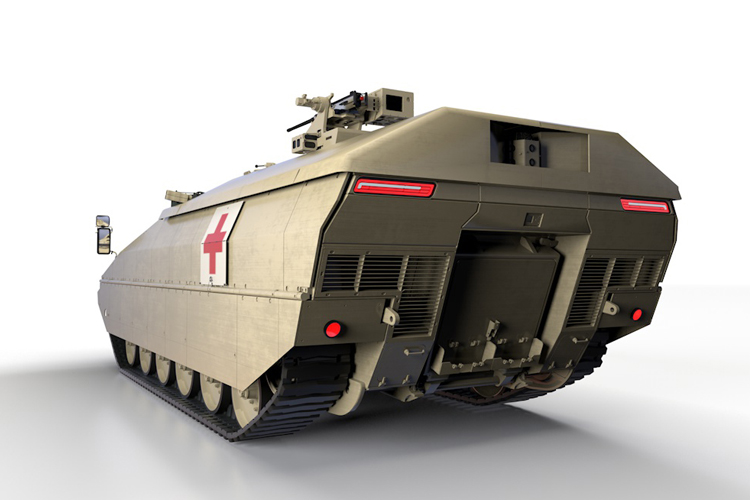
Version ambulance.
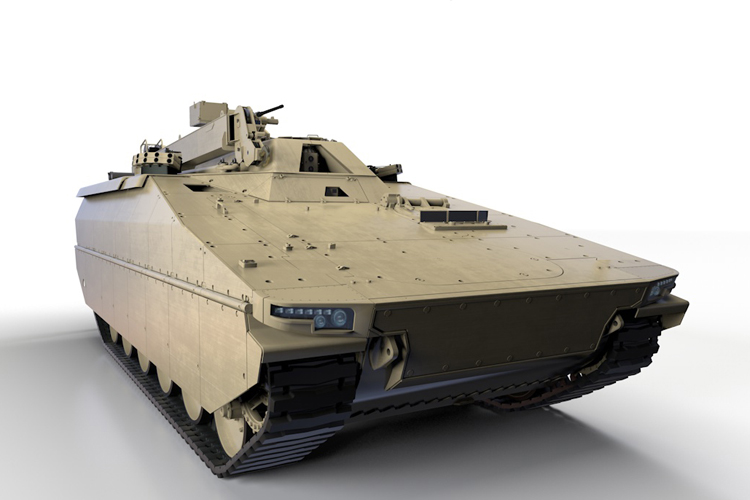
Char de dépannage
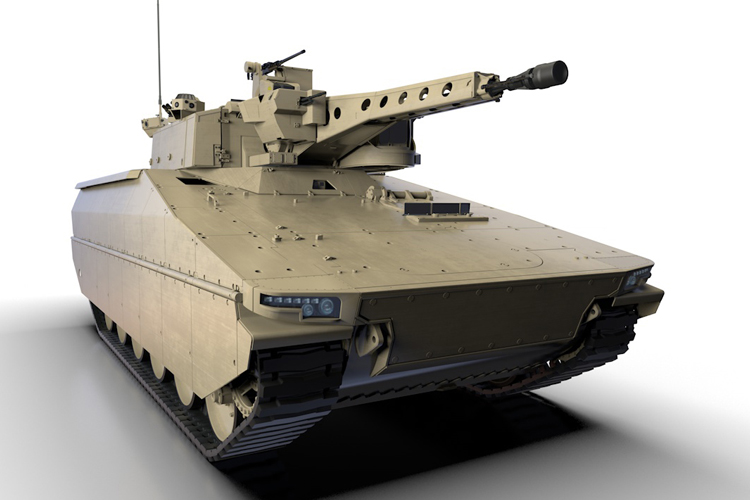
Véhicule poste de commandement et VCI